# تيوفيل دو دوندر
تيوفيل دو دوندر (بالفرنسية: Théophile de Donder)‏ - عاش بين (1872-1957) فيزيائي، عالم رياضيات وكيميائي بلجيكي. خليفة هنري بوانكاريه وايلي كارتان في الثوابت المتكاملة (invariants intégraux)(تعبيرات رياضية تعبر بطريقة جيدة عن كثير من الظواهر التي، إلى جانب العديد من العوامل المتغيرة القيم، شيء ما يبقى ثابتا، مثل الحجم في تدفق السائل)، دو دوندر سوف يقوم بتوسيع وتعميم هذه الفكرة بإدخال المتغبر المتكامل.

## سيرة
مولع بأفكار ألبرت أينشتاين، في عام 1914، سيكون واحد من أكثر المدافعين المتحمسين لنظريات النسبية التي قام بتطويرها وإثراءها.
في عام 1922، قدم تعريفا آخر ل إلفة كيميائية.
منذ عام 1926، ودائما في طليعة الأخبار، شارك في الأبحاث حول الميكانيكا الموجية - هذه الرؤية التي تُحول الجسيمات إلى موجات - لكنه بقي وفيا لروح النسبية العامة. عن عمله في الديناميكا الحرارية، شارك دو دوندر في تأسيس الكيمياء الرياضية. كان مقتنعا أيضا انه يمكن كتابة الكون بواسطة الرياضيات (mathématiser l'Univers). كما يقول «الرياضيات هي لغة العلوم بامتياز»، وأضاف حتى «الرياضيات لغة الآلهة». وكان لذى هذا الرجل ثقافة واسعة وهو أيضا موسيقي وباحث وعازف البيانو ممتاز.
وقد أثرت أعماله أيضا في إيليا بريغوجين.
شارك دو دوندر في مؤتمر سولفاي الخامس للفيزياء سنة 1927.
| المشاركون في مؤتمر سولفاي الخامس للفيزياء سنة 1927 انقر على وجه كل عالم للمزيد |
| الصف الخلفي (من اليسار إلى اليمين): أوغوست بيكارد، إيميل هنريوت، بول إهرنفست، إدوارد هرتزن، تيوفيل دو دوندر، إروين شرودنغر، يولس-إيميل فيرشافت، فولفغانغ باولي، فيرنر هايزنبيرغ، رالف فاولر، ليون برويون. |
| الصف في الوسط (من اليسار إلى اليمين):بيتر ديباي، مارتن كنودسن، وليم لورنس براغ، هندريك أنتوني كرامرز، بول ديراك، آرثر كومبتون، لويس دي بروي، ماكس بورن، نيلز بور.                                         |
| الصف الأمامي (من اليسار إلى اليمين):إرفينغ لانغموير، ماكس بلانك، ماري كوري، هندريك أنتون لورنتس، ألبرت أينشتاين، بول لانجفان، تشارلز أوجين غاي، تشارلز ويلسون، أوين ريتشاردسون.                           |

## مؤلفاته
- L'affinité. Ed. Pierre van Rysselberghe. Paris: Gauthier-Villars, 1936
- (بالإنجليزية) Thermodynamic Theory of Affinity: A Book of Principles. Oxford, England: Oxford University Press, 1936
- (بالإنجليزية) The Mathematical Theory of Relativity. Cambridge, MA: MIT, 1927
- Sur la théorie des invariants intégraux, 1899. (thèse)
- Théorie du champ électromagnétique de Maxwell-Lorentz et du champ gravifique d'Einstein, 1917
- La Gravifique einsteinienne, 1921
- Introduction à la gravifique einsteinienne, 1925
- Théorie mathématique de l'électricité, 1925
- Théorie des champs gravifiques, 1926
- Application de la gravifique einsteinienne, 1930
- Théorie invariantive du calcul des variations, 1931

## وصلات خارجية
- de Donder, Théophile Ernest 1872-1957